# Harry Babcock
Harry Babcock (Estados Unidos, 15 de diciembre de 1890-5 de junio de 1965) fue un atleta estadounidense, especialista en la prueba de salto con pértiga en la que llegó a ser campeón olímpico en 1912.

## Carrera deportiva
En los JJ. OO. de Estocolmo 1912 ganó la medalla de oro en el salto con pértiga, saltando por encima de 3.95 metros, superando a sus compatriotas Marcus Wright y Frank Nelson, ambos con la plata con un salto de 3.85 metros.